# Loge De Noordstar
Loge De Noordstar is een vrijmetselaarsloge in Alkmaar opgericht in 1800, vallende onder het Grootoosten der Nederlanden.

## Geschiedenis
Het verzoek om een constitutiebrief werd op 3 mei 1800 gedaan door L.C. Vonk, J. Heuvelman (jr.), F.D.C. Druyvesteyn, J. Krager, Arnoldus Marcel, J.S. Gerritsz, Pieter Moorman, Cornelis Blomvliet, J. van der Horst, en J. Andrau. De constitutiebrief is gedateerd 16 mei 1800. Het verlenen van de constitutiebrief werd bekendgemaakt tijdens het Grootoosten van 1 juni 1800. De loge werd op 29 juni 1800 geïnstalleerd.

### Afsplitsingen
Op een gegeven moment telde de loge bijna honderd leden. Dat aantal werd voor de bijeenkomsten te groot. In 1968 splitste zich Loge ‘De Morgenster’ af en in 1977 Loge ‘Noorderkroon’. Zodoende telt Alkmaar nu drie loges.

### Maatschappelijk werk
De leden van Loge De Noordstar hebben een belangrijke maatschappelijke bijdrage geleverd in Alkmaar. Met name blindenzorg heeft de aandacht gehad.

## Voorzittend Meesters
In onderstaande lijst een overzicht van de Voorzittend Meesters van Loge De Noordstar gedurende de eerste twee eeuwen van haar bestaan.
| Van               | Tot               | Voorzittend Meester                         |
| ----------------- | ----------------- | ------------------------------------------- |
| 1800              | 5 januari 1803    | L.C. Vonk                                   |
| 5 januari 1803    | 1 januari 1807    | mr. J.G. de Loches                          |
| 1 januari 1807    | 16 december 1807  | A. Bolten                                   |
| 16 december 1807  | december 1809     | mr. H.J. van de Graaff                      |
| december 1809     | 20 december 1815  | N. Gorter                                   |
| 20 december 1815  | 9 oktober 1833    | mr. J. Nuhout van der Veen                  |
| 9 oktober 1833    | 11 september 1839 | J.A. Kluppel                                |
| 11 september 1839 | 26 oktober 1842   | A.J.C. Maas Geesteranus van Zuid Scharwoude |
| 26 oktober 1842   | 22 oktober 1845   | mr. P.A. de Lange                           |
| 22 oktober 1845   | 4 november 1846   | A.J.C. Maas Geesteranus van Zuid Scharwoude |
| 4 november 1846   | 29 oktober 1856   | mr. P.A. de Lange                           |
| 29 oktober 1856   | 16 november 1859  | P. Spanjaardt                               |
| 16 november 1859  | 14 december 1864  | mr. P.A. de Lange                           |
| 14 december 1864  | 10 november 1869  | P. Spanjaardt                               |
| 10 november 1869  | 12 november 1873  | A.T. van Aken                               |
| 12 november 1873  | 1 april 1879      | jhr. J.G.F. van Spengler                    |
| 1 april 1879      | 1 april 1888      | dr. C.J. de Lange                           |
| 1 april 1888      | 1 april 1913      | J. Francken                                 |
| 1 april 1913      | 1 april 1915      | E.M. van Soest                              |
| 1 april 1915      | 1 april 1920      | dr. R.J. van der Heijde                     |
| 1 april 1920      | 1 april 1924      | J.H. van de Velde                           |
| 1 april 1924      | 1 juli 1957       | A. van der Elburg                           |
| 1 juli 1957       | 1 juli 1965       | C. van den Beidt                            |
| 1 juli 1965       | 1 juli 1969       | ds. J.J.J. van Sluys                        |
| 1 juli 1969       | 1 juli 1972       | C.J. Stelleman                              |
| 1 juli 1972       | 19 juni 1975      | drs. D.J. van Dissel                        |

Vrijmetselarij · Beginselen · Geschiedenis · Symbolen · Vrijmetselaarsloge · Ordegrondwet · Obediëntie · Regulariteit en irregulariteit · Ritus · Graden · Grootmeester · Gemengde vrijmetselarij · Para-vrijmetselarij · Antivrijmetselarij · Vrijmetselarij in Nederland · Vrijmetselarij in België · Internationale vrijmetselarij
>>> Meer info op Portaal:Vrijmetselarij <<<